# 비인간화

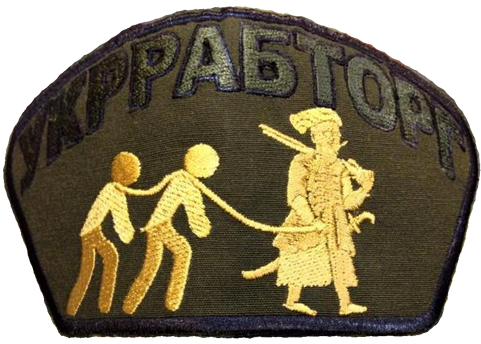

비인간화(dehumanization)는 다른 사람을 볼 때, 기본적으로 인간이 소유한 특성이 결여되거나 없는 듯 취급하는 것을 말한다. 비인간화는 대량학살을 동요시키는 데 사용했던 방법 중의 하나이다. 또한 전쟁을 정당화 하고, 살인과 노예제도, 재산의 압수, 참정권이나 다른 권리의 거부, 적군을 공격하기 위해 사용되었다.

## 역사

### 아메리카 원주민
아메리카 토착 원주민들은 미국 독립선언에서 "잔인한 인디언 야만인"으로 묘사되었다.

### 특정인종
미국에서는 아프리카 출신 미국인들을 역사 초기에 비인간적인 인종으로 분류하였다. 미국 헌법은 노예로 온 아프리카인들을 자유인의 2/3로 보았으며, 1990년에 캘리포니아 주의 경찰은 아프리카의 선조를 가진 젊은이들과 연루된 사건에 대하여 그들을 사람으로 취급하지 않았다. 또한 로드니 킹 사건에 대하여 미국의 흑인 부부사이에 벌어진 논쟁을 "안개 속에 있는 고릴라에서 바로 나온 어떤 것'으로 묘사하였다. 찰스 다윈은 유인원 사이에 진화 과정이 있다고 가정하고, 원숭이와 유인원이 덜 진화되었으며, 아프리카인들을 야만인, 또는 변질된 인류일 가능성을 두었고, 코카시안 백인을 가장 완성도 높이 진화된 인류로 보았다.

## 같이 보기
- 이인증
- 인간 동물원
- 살 가치가 없는 생명
- 조직 지원 인식
- 선아담인류론